# リツノーワイド
リツノーワイドは、かつて農林中央金庫が発行していた、利子一括受取型利付金融債である。

## 概要
利子一括受取型利付農林債券として、1981年10月28日から発売され、ワリノーやリツノーとともに、農林中央金庫法60条、62条の2を根拠規定として発行されていたが、2006年3月27日（後半債発売）をもって発行を終了した。